# حقوق تصرف گر
حقوق تصرف گر (Squatter's Rights) یک پویانمایی کوتاه است که توسط استودیو انیمیشن والت دیزنی در تکنی کالر تولید و در ۷ ژوئن ۱۹۴۶ توسط آر.ک.ئو در سینماها اکران شد. این کارتون دربارهٔ تقابل پلوتو و چیپ و دیل است که در کلبه شکار میکی ماوس اقامت گزیده‌اند. این ۱۱۹مین فیلم از مجموعه فیلم میکی ماوس بود که اکران شد و تنها فیلم در آن سال بود.
این فیلم به کارگردانی جک هانا ساخته شده و دسی فلین و پینتو کلویگ به ترتیب چیپ و دیل و پلوتو را صداپیشگی می‌کنند. صداپیشگی میکی موس توسط والت دیزنی و جیمی مک دونالد انجام گرفت و این اولین صداپیشگی مک دونالد در نقش میکی بود. مک دونالد پس از این فیلم، میکی را بیش از ۳۰ سال صداپیشگی کرد. این فیلم همچنین اولین حضور میکی پس از جنگ به استثنای چند حضور کوتاه در فیلم‌های سه کابالرو (۱۹۴۴) و بخش میکی و ساقه لوبیا از فیلم آنتولوژی سرگرم‌کننده و فانتزی مجانی (۱۹۴۷)، بود. میکی از زمان ۱۹۴۳ به جز فیلم پلوتو و آرمادیلو در فیلم‌ها ظاهر نشده بود.
حقوق تصرف گر در ۷ ژوئن ۱۹۴۶ توسط آر.ک.ئو در پرده نقره ای عرضه شد. این فیلم در ۱۹۴۷، نامزد دریافت جایزه اسکار بهترین پویانمایی کوتاه در نوزدهمین دوره جوایز اسکار شد، اما در نهایت به کنسرتوی گربه، که یکی از فیلم‌های تام و جری ام جی ام، بود، باخت.